# Gyrpanetes cacapira
Gyrpanetes cacapira là một loài bọ cánh cứng trong họ Cerambycidae.